# 空想科学少女リカ
『空想科学少女リカ』（くうそうかがくしょうじょリカ）は、岡崎弘明と柳田理科雄の共著による小説作品。
柳田の手掛けた『空想科学読本』の流れを汲んだ作品で、柳田の出した案を岡崎が小説に反映するという形で執筆されている。

## 物語
ひよどり高校でその名を轟かせている問題児・神宮寺リカ。そんな彼女の下に「空想科学研究部」なる部を主宰する上級生・日下部真一が現れ、奇妙な科学実験に誘うが、リカは真一の静止も聞かずに毎回騒動を引き起こす。

## 登場人物
神宮寺 リカ（じんぐうじ -）
ひよどり高校1年生。美少女とも言える容姿の持ち主でありながら、ズボラかつ身勝手な性格の持ち主であり、周囲からは最大級の問題児として看做されている。作中では「アメリカ海兵隊一個師団分の破壊力を持つ」とも形容された。日下部と出会った事から、彼の扱う妖しい発明品の実験台を務めることになるが、その性格ゆえに学校や街、果ては日本を巻き込んだ大きな騒動にまで毎度発展させてしまう。家族構成は祖父・両親・兄の5人家族。
日下部 真一（くさかべ しんいち）
ひよどり高校3年生。空想科学研究部の部長を務めるが、実質的な部員は彼一人。リカを科学実験に誘うも、むしろ彼女の破天荒さに振り回されてしまう羽目になるが、彼女のことは人一倍大切に思っている。

## 書籍情報
2012年発売の文庫版では、新書版の第3話に相当する『恐怖の胃拡張少女』が収録されていない。
- 新書版（日本文芸社、2004年9月発売、ISBN 978-4537252132）
- 文庫版（空想科学文庫（メディアファクトリー）、2012年11月21日発売、ISBN 978-4840149068）